# Веллі-Гай (Огайо)
Веллі-Гай (англ. Valley Hi) — селище (англ. village) в США, в окрузі Лоґан штату Огайо. Населення — 228 осіб (2020).

## Географія
Веллі-Гай розташоване за координатами 40°18′58″ пн. ш. 83°40′33″ зх. д. / 40.31611° пн. ш. 83.67583° зх. д. (40.316228, -83.675890).  За даними Бюро перепису населення США в 2010 році селище мало площу 1,60 км², уся площа — суходіл.

## Демографія
Згідно з переписом 2010 року, у селищі мешкало 212 осіб у 87 домогосподарствах у складі 53 родин. Густота населення становила 133 особи/км².  Було 165 помешкань (103/км²).
Расовий склад населення:
| - 95,8 % — білих - 1,4 % — чорних або афроамериканців - 0,9 % — корінних американців |

До двох чи більше рас належало 1,4 %. Частка іспаномовних становила 3,3 % від усіх жителів.
За віковим діапазоном населення розподілялося таким чином: 25,9 % — особи молодші 18 років, 67,5 % — особи у віці 18—64 років, 6,6 % — особи у віці 65 років та старші. Медіана віку мешканця становила 32,0 року. На 100 осіб жіночої статі у селищі припадало 107,8 чоловіків;  на 100 жінок у віці від 18 років та старших — 103,9 чоловіків також старших 18 років.
Середній дохід на одне домашнє господарство  становив 38 700 доларів США (медіана — 29 712), а середній дохід на одну сім'ю — 38 153 долари (медіана — 29 375). За межею бідності перебувало 12,2 % осіб, у тому числі 14,7 % дітей у віці до 18 років та 0,0 % осіб у віці 65 років та старших.
Цивільне працевлаштоване населення становило 102 особи. Основні галузі зайнятості: виробництво — 37,3 %, транспорт — 17,6 %, будівництво — 12,7 %, освіта, охорона здоров'я та соціальна допомога — 11,8 %.